# Mónica Albizúrez Gil
Mónica Albizúrez Gil (1969, Ciudad de Guatemala, Guatemala) es una escritora y académica conocida por obras como Ita (2018) y La letrada (2022).

## Reseña biográfica
Mónica Albizúrez Gil se graduó como Abogada y notaria de la Universidad de San Carlos de Guatemala. Sin embargo, persiguió una carrera en el ámbito literario al igual que su padre, Francisco Albizúrez Palma.
En el 2001 obtiene una Maestría en Literatura Hispanoamericana por la Universidad Rafael Landívar y en el 2007 se doctora en Literatura Hispanoamericana por el Departamento de Español y Portugués de la Universidad de Tulane.
Albizúrez reside en Hamburgo, Alemania, en donde se dedica a la docencia de literatura y del idioma español en la Universidad de Hamburgo. Entre las áreas de investigación a las que se dedica están: Literaturas y culturas latinoamericanas  del siglo XIX; Narrativas de la memoria, con énfasis en Centroamérica; Estudios de género; Estudios interdisciplinarios entre literatura y derecho. Actualmente, desarrolla un proyecto de investigación sobre mujeres intelectuales centroamericanas en le primera mitad del siglo XX. Albizúrez es columnista de Plaza Pública y de Gazeta.

## Obras
- Sola, Palo de Hormigo: Guatemala 2002
- Poemas en El Tejedor en Berlin, L.U.P.I.: Sestao 2015
- Modernidades extremas: textos y prácticas literarias en América Latina. Francisco Bilbao, Manuel González Prada, Manuel Ugarte y Manoel Bomfim, Iberoamericana Vervuert: Frankfurt/M., Madrid 2016, ISBN 978-8484899600
- Ita, F&G Editores, Guatemala 2018, ISBN 978-9929700390
- Teaching Central American Literature in a Global Context , coedición con Gloria Chacón, MLA: New York 2022, ISBN 978-1603295888
- La letrada, F&G Editores: Guatemala 2023, ISBN 978-9993938088

## Distinciones
- Novela finalista Certamen BAM Letras, 2017, por Ita (2018)
- Novela ganadora de la Bienal Guatemalteca de Novela Terrena, 2022, por La letrada (2023)

## Membresías
- Academia Guatemalteca de la Lengua
- RedISCA
- RILMAC